# Orden al Mérito de la República de Austria

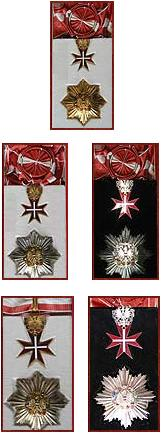
Les cinq plus hautes classes avec étoile de poitrine.

La Condecoración de Honor por Servicios a la República de Austria (Ehrenzeichen für Verdienste um die Republik Österreich (en alemán)) más conocido como la Orden al Mérito de la República de Austria es la primera orden que se otorga en Austria a personas que destacan por sus logros en las áreas política, económica, cultural, intelectual o en el trabajo voluntario.
Esta recompensa fue instituida por el presidente federal Theodor Körner en el año 1952. Es la primera orden de caballería fundada en la República de Austria después de la caída de la dinastía de los Habsburgo.
La ceremonia de imposición se realiza en el palacio de Hofburg, de mano del presidente de la República, quien otorga las condecoraciones de acuerdo con la opinión de la Consejo Nacional.

## Grados
La Orden tiene varios grados, con una cinta triangular (rojo y blanco). La presentación de la cinta es diferente, ya que se trata de una distinción que otorga a un hombre o una mujer. Se presenta como sigue:
- I. Gran Estrella de la Orden (Groß-Stern des Ehrenzeichens für Verdienste);

- II. Gran Condecoración de Honor en oro con fajín (Großes Goldenes Ehrenzeichen am Bande für Verdienste);

- III. Gran Condecoración de Honor en plata con fajín (Großes Silbernes Ehrenzeichen am Bande für Verdienste);

- IV. Gran Condecoración de Honor en oro con estrella (Großes Goldenes Ehrenzeichen mit dem Stern für Verdienste);

- V. Gran Condecoración de Honor en plata con estrella (Großes Silbernes Ehrenzeichen mit dem Stern für Verdienste);

- VI. Gran Condecoración de Honor en oro (Großes Goldenes Ehrenzeichen für Verdienste);

- VII. Gran Condecoración de Honor en plata (Großes Silbernes Ehrenzeichen für Verdienste);

- VIII. Gran Condecoración de Honor (Großes Ehrenzeichen für Verdienste);

- IX. Condecoración de Honor en oro (Goldenes Ehrenzeichen für Verdienste);

- X. Condecoración de Honor en plata (Silbernes Ehrenzeichen für Verdienste);

- XI. Condecoración al Mérito en oro (Goldenes Verdienstzeichen);

- XII. Condecoración al Mérito en plata (Silbernes Verdienstzeichen);

- XIII. Medalla de oro (Goldene Medaille);

- XIV. Medalla de plata (Silberne Medaille);

- XV. Medalla de bronce (Bronzene Medaille).

## Véase también

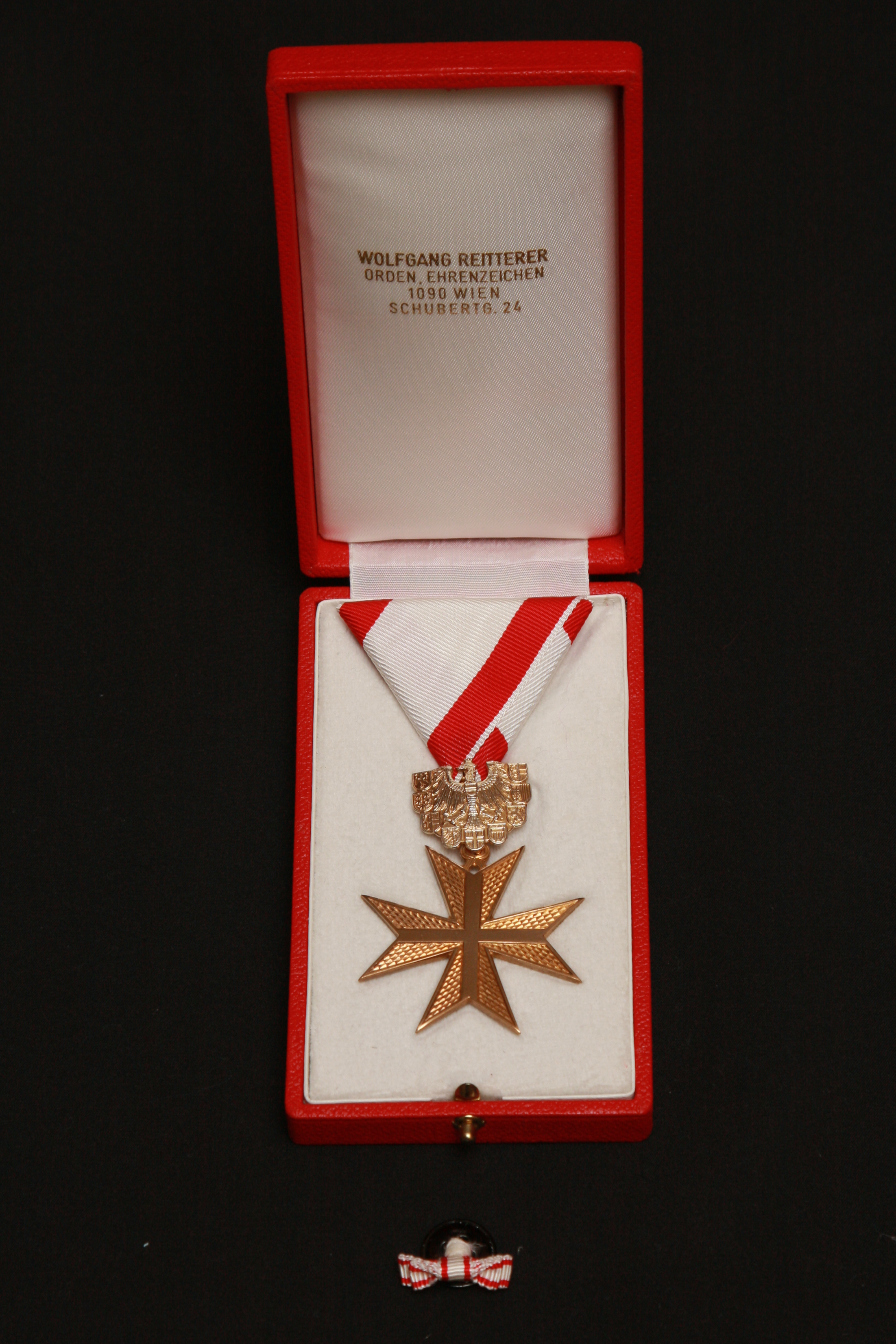
Mérito de oro en la disciplina